# Govori Hrvata okolice Pečuha
Riječ je o rubnim govorima govornika jekavskog šćakavskog istočnobosanskog dijalekta na područjima Mađarske ispod grada Pečuha. Sadrže šćakavsku izoglosu i starije naglašavanje (staroštokavica).
Riječ je o govorima Hrvata Bošnjaka koji su na ta područja doselili za vrijeme turskih ratova iz područja današnje istočne ili srednje Bosne, po izvorima iz okolice Tešnja. U okolini Pečuha žive i Šokci, koji su došli iz okolice Srebrenice.